# 목포 석현동 도룡지석묘군
목포 도룡지석묘군은 전라남도 목포시 석현동에 있다. 2012년 5월 21일 목포시의 문화유산 제14호로 지정되었다.

## 개요
도룡마을에 위치한 목포카톨릭대학에서 남서쪽으로 100m정도 떨어진 구릉상에 위치한다. 기조사에서는 총 5기가 있는 것으로 보고되었다. 지석묘 중 일부는 밭을 경작하는 과정에서 인위적으로 상석을 옮겨 포개어 쌓은 상태로 확인되었고, 나머지는 잡초들이 우거져 있어 3기 정도만 확인되었다. 지석묘가 있는 지역을 중심으로 북쪽과 남쪽은 얕은 경사를 이루고 있으며 주변은 모두 밭으로 경작되고 있다.